# فرودگاه و پایگاه آب‌نشین اسکای هاربر
فرودگاه و پایگاه آب‌نشین اسکای هاربر (به انگلیسی: Sky Harbor Airport & Seaplane Base) (به زبان بومی: Sky Harbor Airport & Seaplane Base) یک فرودگاه همگانی بهره‌برداری هوایی است که یک باند فرود آسفالت دارد و طول باند آن ۹۳۰ متر است. این فرودگاه در کشور ایالات متحده آمریکا قرار دارد و در ارتفاع ۱۸۶ متری از سطح دریا واقع شده‌است.